# Añora
Añora là một đô thị ở tỉnh Córdoba, Tây Ban Nha. Theo điều tra dân số năm 2006 của (INE), đô thị này có dân số 1534 người. Anora có diện tích 111 km² và mật độ dân số 13,8 người/km². Tọa độ địa lý là 38º 24' độ vĩ bắc, 4º 53' độ kinh đông. Đô thị này nằm ở độ cao 624 m và cách tỉnh lỵ Córdoba 90 km.